# Megamelus notula
Megamelus notula är en insektsart som först beskrevs av Ernst Friedrich Germar 1830.  I den svenska databasen Dyntaxa används istället namnet Megamelus notulus. Megamelus notula ingår i släktet Megamelus och familjen sporrstritar. Arten är reproducerande i Sverige. Utöver nominatformen finns också underarten M. n. flavus.